# Judy Cornwell
Judy Valerie Cornwell (* 22. Februar 1940 in Hammersmith, London) ist eine britische Schauspielerin.

## Biografie
Cornwells Vater diente im Krieg der Royal Air Force und sie wuchs die ersten Lebensjahre in Großbritannien auf, bevor sie mit ihrer Familie nach Australien auswanderte. Über ihre Kindheit hat sie eine Autobiografie verfasst. Später kehrte sie ins Vereinigte Königreich zurück und begann dort in einem Londoner Theater in Westminster als professionelle Tänzerin und Komödiantin zu arbeiten. Bald darauf begann sie dann auch als Schauspielerin tätig zu werden.
Ihre lange Karriere umfasst viele Auftritte im Radio und in Fernsehserien. Eine ihrer bekanntesten Rollen, ist die der Daisy in der Sitcom Mehr Schein als Sein, die sie mehrere Jahre spielte. Des Weiteren spielte sie auch in Serien wie Jim Bergerac ermittelt, Doctor Who, Heartbeat und EastEnders. Auch in Filmen spielte sie des Öfteren mit und war z. B. in Santa Claus, Schrei nach Freiheit und Jane Austens Verführung zu sehen.
Neben der Schauspielerei ist sie auch als Buchautorin tätig und verfasste nach ihrer Autobiografie noch eine Reihe von Romanen. 1960 heiratete sie John Kelsall Parry und hat zusammen mit ihm ein Kind.

## Filmografie
- 1965: Die Todeskarten des Dr. Schreck (Dr. Terror’s House of Horrors)
- 1967: Zwei auf gleichem Weg (Two For The Road)
- 1967: Tolldreiste Kerle in rasselnden Raketen (Jules Verne’s Rocket to the Moon)
- 1968: The Wild Racers
- 1970: Brotherly Love
- 1970: Sturmhöhe (Wuthering Heights)
- 1970: Haferbrei macht sexy (Every Home Should Have One)
- 1971: Wer hat Tante Ruth angezündet? (Whoever Slew Auntie Roo)
- 1974: Moody and Pegg (Fernsehserie)
- 1976: Seine erste Frau (Cakes and Ale) (Fernsehfilm nach dem gleichnamigen Roman von William Somerset Maugham)
- 1980: The Good Companions (Fernsehserie)
- 1983: Jane Eyre
- 1985: Santa Claus
- 1985: There Comes a Time (Fernsehserie)
- 1987: Doctor Who (Fernsehserie)
- 1987: Schrei nach Freiheit (Cry Freedom)
- 1990: Mehr Schein als Sein (Keeping Up Appearances) (Fernsehserie)
- 1992: Nice Town (Fernsehmehrteiler)
- 1995: Jane Austens Verführung (Persuasion)
- 1996: Fünf Freunde (The Famous Five) (Fernsehserie)
- 1998: The Life and Crimes of William Palmer
- 1999: Inspector Barnaby – Ein böses Ende (Midsomer Murders) (Fernsehserie, eine Folge)
- 2007: EastEnders (Fernsehserie)